# Sadschida Talfah

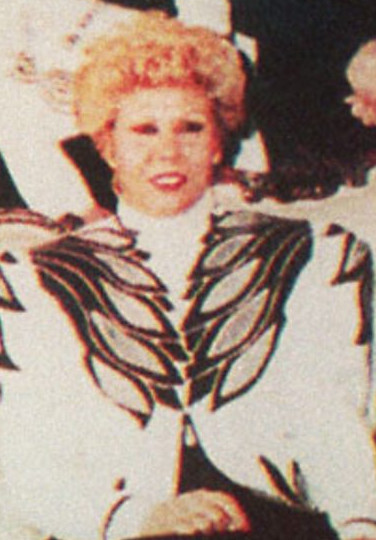
Sadschida Talfah (1980er Jahre)

Sadschida Chairallah Talfah  (arabisch ساجدة خيرالله طلفاح, DMG Sāǧida Ḫair Allāh Ṭalfāḥ) (* 24. Juni 1936) ist die erste von drei Ehefrauen und Cousine von Saddam Hussein.
Sie ist die Mutter von zwei Söhnen Udai und Qusai sowie drei Töchtern, Raghad, Rana und Hala Hussein. Sie ist die älteste Tochter von Saddams Onkel Chairallah Talfah, der ihn, als Saddam 9 Jahre alt war, bei sich aufnahm und großzog. Die Ehe zwischen ihr und Saddam wurde im Kindesalter arrangiert. Sadschida und Saddam Hussein heirateten im Jahre 1963, als die Baath-Partei im Irak an die Macht gelangte. Bevor sie ihn heiratete, war sie Grundschullehrerin. Ihr Bruder war der irakische General und Verteidigungsminister Adnan Chairallah.
Sadschida Talfah wurde 1997 unter Hausarrest gestellt. Dies geschah nach einem Attentat auf ihren Sohn Udai Hussein im Dezember 1996.
Im April 2003 flüchtete Sadschida Talfah aus dem Irak und ging in den Libanon. Später beantragte und erhielt sie eine Aufenthaltsgenehmigung für Katar und zog in die dortige Hauptstadt Doha, wo sie unter dem Schutz des Herrscherhauses steht.
2008 entstand der Fernsehmehrteiler Die Husseins: Im Zentrum der Macht in dem die iranische Schauspielerin Shohreh Aghdashloo die Rolle Sadschidas übernahm.